# ملعب توفونا
ملعب توفونا هو ملعب متعدد الاستخدام، يقع في يانغون، ميانمار. الملعب يتسع ل32،000 متفرج.
ويجري حالياً رفع مستواه ليتسع ل50،000 متفرج.